# Obalana
Obalana is een geslacht van vliesvleugeligen uit de familie Pteromalidae. De wetenschappelijke naam van dit geslacht is voor het eerst geldig gepubliceerd in 1991 door Boucek.

## Soorten
Het geslacht Obalana is monotypisch en omvat slechts de volgende soort:
- Obalana brevigaster Boucek, 1991